# فيلانيوفا دي غومايل
بلدية فيلانيوفا دي غومايل (بالإسبانية: Villanueva de Gumiel)‏, هي إحدى بلديات مقاطعة برغش, التي تقع في منطقة قشتالة وليون, والتي تقع في شمال غرب إسبانيا.
يبلغ عدد سكانها 301 نسمة وفقاً لإحصائية سنة (2002).